# Tosilo

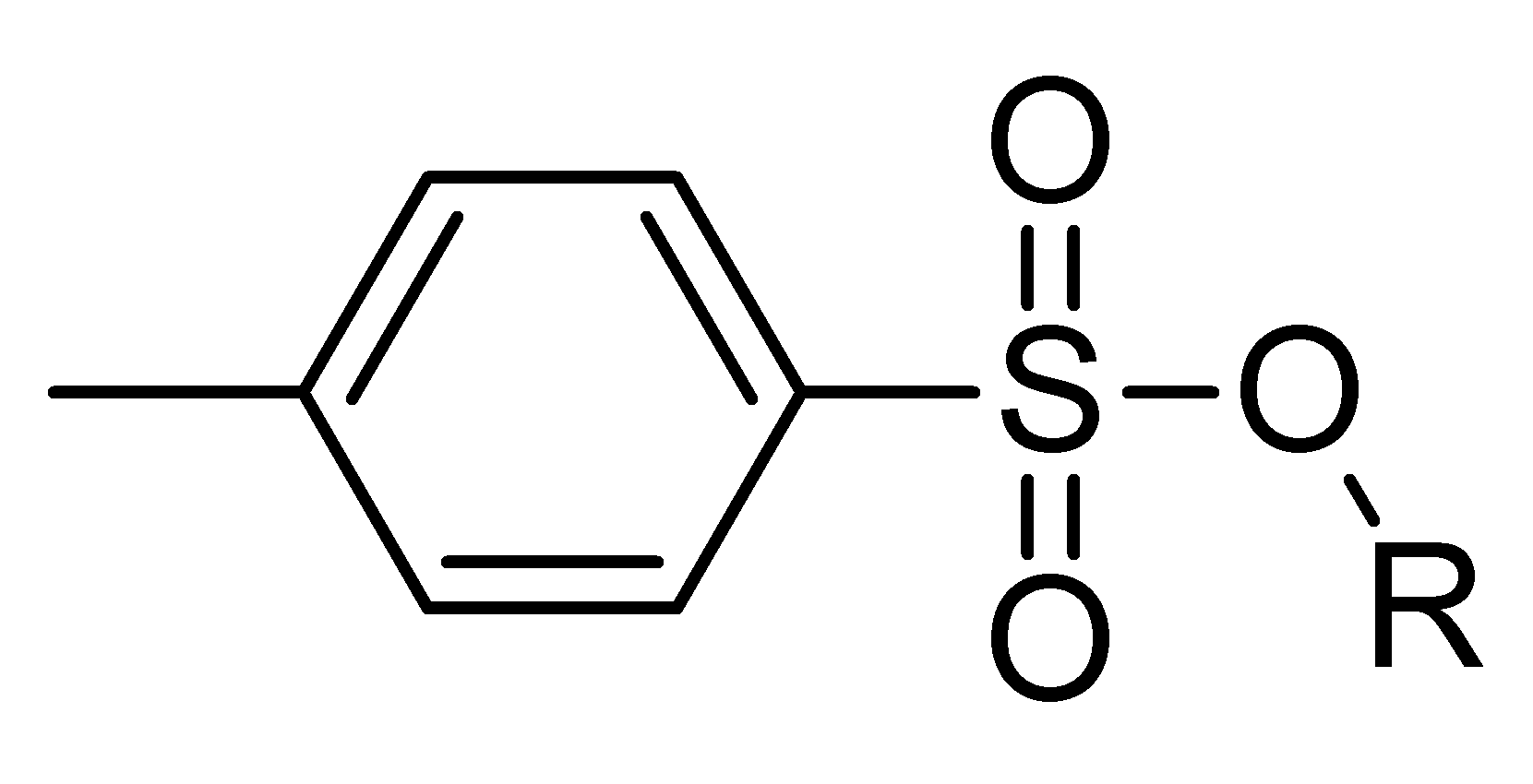
El grupo tosilato unido a un grupo orgánico R.

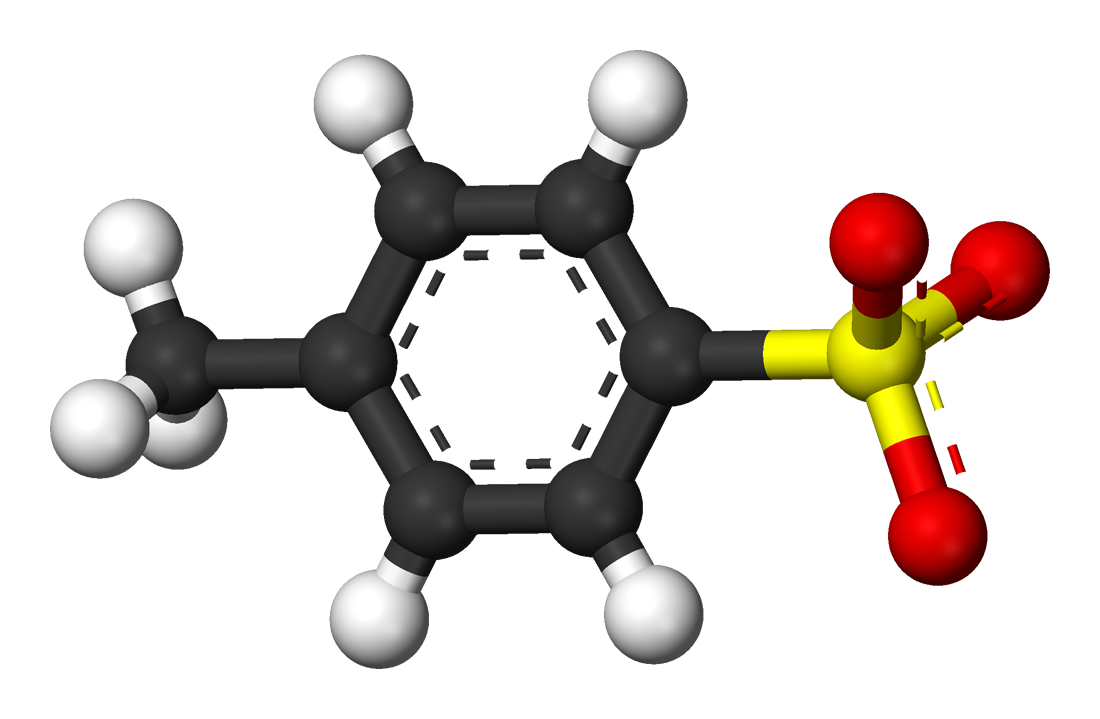
Modelo de bolas y varillas del anión tosilato (p-CH_{3}C_{6}H_{4}SO_{3}^{−}).

En química, grupo tosilo (abreviado Ts o Tos) es el nombre trivial, de uso común, para referirse al grupo p-toluenosulfonilo (p-CH3C6H4SO2−). Esto es, un átomo de azufre hexavalente unido a dos átomos de oxígeno, mediante dobles enlaces, y a un radical p-tolilo.
Tosilato es el término empleado habitualmente para referirse al grupo p-toluenosulfonato (p-CH3C6H4SO3−), y por extensión a sus sales y ésteres.
El anión tosilato es un excelente grupo saliente en reacciones de sustitución nucleófila.

## Síntesis de TOSILATOS
Los tosilatos se preparan directamente a partir de la reacción entre el correspondiente alcohol, (orden de reactividad: primario > secundario, con terciarios no va bien), y cloruro de tosilo, en presencia de una base, habitualmente una amina como la trietilamina o la piridina, que neutraliza el HCl que se forma.
R−OH + Ts−Cl → R−OTs + HCl